# Oenanthe fedtschenkoana
Oenanthe fedtschenkoana är en flockblommig växtart som beskrevs av Koso-pol. Oenanthe fedtschenkoana ingår i släktet stäkror, och familjen flockblommiga växter. Inga underarter finns listade i Catalogue of Life.